# Nicolás Medina
Nicolás Rubén Medina, argentinski nogometaš, * 17. februar 1982, Buenos Aires, Argentina.
Sodeloval je na nogometnem delu poletnih olimpijskih iger leta 2004.